# Ella Toone
Ella Ann Toone (Tyldesley, Wigan, 1999. szeptember 2. –) Európa-bajnok angol labdarúgó, az angol Manchester United játékosa. Pozícióját tekintve támadó középpályás.
Korábban a Manchester City és Blackburn Rovers játékosa is volt, a válogatottban szerepelt utánpótlás és felnőtt szinten is. Ő szerezte Anglia első gólját a 2022-es Európa-bajnokság döntőjében, amit a válogatott 2–1-re megnyert Németország ellen. Ez a győzelem Anglia második nemzetközi tornagyőzelme volt, az 1966-os világbajnokság után.

## Pályafutása

### Klubcsapatokban

#### Manchester City
Toone 2016 nyarán csatlakozott a Manchester City-hez, a Blackburn Rovers csapatától, azt követően, hogy utánpótlás évei nagy részét a Manchester United játékosaként töltötte. Ebben az időszakban a United még nem rendelkezett női felnőtt csapattal, így közös megegyezéssel rendelkezett mindkét együttessel. 2016 júliusában bemutatkozott a City színeiben az Aston Villa elleni 8–0-ás győzelem során.
Jelölték Az év fiatal játékosa díjra 2018 májusában, amit végül Beth Mead nyert meg.

#### Manchester United
2018 júliusában visszatért a Unitedhez a csapat első szezonjára az angol másodosztályban, amivel egyike volt annak a hét játékosnak, akit a United visszaszerződtetett azt követően, hogy játszottak a csapatban utánpótlás szinten. Augusztus 19-én mutatkozott be a ligakupában Mollie Green cseréjeként a Liverpool ellen, a meccset 1–0-ra nyerte a csapat. Szeptember 9-én szerezte első gólját, első bajnoki mérkőzésén, mikor a United 12–0-ás győzelmet aratott az Aston Villa ellen. 2019 februárjában megválasztották a hónap játékosának, azt követően, hogy öt gólt szerzett két bajnoki meccsen, négyet a Leicester City ellen.
A 2019–2020-as szezonban öt gólt szerzett a ligakupa csoportkörében, ismét a Leicester City ellen, amivel beállította a klubrekordot a legtöbb gólért egy meccsen.
A 2020–2021-es szezon előtt két éves szerződéshosszabbítást írt alá a csapattal. Toone a szezont a United gólkirályaként zárta. 2021 november 20-án ismét újabb szerződést kapott, 2025-ig.
2022 októberében négy éves szerződést írt alá a csapattal.

### A válogatottban

#### Anglia

##### Utánpótlás csapat
Toone játszott az U17-es angol válogatottban a Jordániában rendezett 2016-os világbajnokságon.
2017. október 17-én bemutatkozott az U19-es csapatban, az Európa-bajnoki selejtezők során, Kazahsztán ellen, két gólt szerezve. A selejtezők során öt gólja volt, másodikak lettek a németek mögött.
2018 júniusában egyike volt a 35 játékosnak, akit beválasztották az U20-as világbajnokságra, de nem tudott pályára lépni sérülés miatt.

##### Felnőtt csapat
2020 szeptemberében először beválasztották a válogatott felnőtt csapatába. 2021. február 23-án lépett először pályára a válogatottban és gólt is szerzett, az Észak-Írország elleni 6–0-ás győzelem során. 2021. október 26-án mesterhármasa volt Lettország ellen, a 2023-as világbajnoki selejtezők során.
2022 júniusában helyet kapott a 2022-es Európa-bajnokságra utazó keretben. Minden meccsen csereként játszott és két gólt szerzett. Első gólja egy Spanyolország elleni egyenlítő gól volt a negyeddöntőben, míg a másodikat a németek elleni döntőben szerezte, a 62. percben előnybe helyezve az angol válogatottat. A csapat végül 2–1-re nyert. Ez a győzelem Anglia második nemzetközi tornagyőzelme volt, az 1966-os világbajnokság után.

#### Nagy-Britannia
2021 májusában beválasztották a brit olimpiai válogatottba, az elhalasztott 2020-as olimpiára. Ezt követően 2021 júniusában vissza kellett lépnie az edzőtábortól, miután Covid19-tesztje pozitív lett. 2021. július 1-én az IOC és a FIFA bejelentette, hogy a kereteket 18 főről 22-re bővítik, így Toone is helyett kapott a végső keretben. A cserepadon kapott helyett a Chile elleni csoportmeccsen és az utolsó pár percre lépett pályára a 2–0-ás győzelem során.

## Statisztikák

### Klubcsapatokban
2022. október 30-án frissítve.
| Csapat            | Szezon           | Bajnokság        | Bajnokság | Bajnokság | Kupa | Kupa  | Ligakupa | Ligakupa | Nemzetközi | Nemzetközi | Összesen | Összesen |
| Csapat            | Szezon           | Liga             | P.        | Gólok     | P.   | Gólok | P.       | Gólok    | P.         | Gólok      | P.       | Gólok    |
| ----------------- | ---------------- | ---------------- | --------- | --------- | ---- | ----- | -------- | -------- | ---------- | ---------- | -------- | -------- |
| Blackburn Rovers  | 2015–16          | WPL Észak        | 5         | 3         | 0    | 0     | 3        | 2        | —          | —          | 8        | 5        |
| Blackburn Rovers  | 2016–17          | WPL Észak        | 15        | 10        | 0    | 0     | 10       | 11       | —          | —          | 25       | 21       |
| Blackburn Rovers  | Összesen         | Összesen         | 20        | 13        | 0    | 0     | 13       | 13       | 0          | 0          | 32       | 26       |
| Manchester City   | 2016             | WSL 1            | 0         | 0         | 0    | 0     | 1        | 0        | 0          | 0          | 1        | 0        |
| Manchester City   | 2017             | WSL 1            | 2         | 0         | 0    | 0     | —        | —        | 0          | 0          | 2        | 0        |
| Manchester City   | 2017–18          | WSL 1            | 3         | 0         | 0    | 0     | 3        | 0        | 0          | 0          | 6        | 0        |
| Manchester City   | Összesen         | Összesen         | 5         | 0         | 0    | 0     | 4        | 0        | 0          | 0          | 9        | 0        |
| Manchester United | 2018–19          | Championship     | 20        | 14        | 3    | 1     | 6        | 0        | —          | —          | 29       | 15       |
| Manchester United | 2019–20          | WSL              | 13        | 1         | 0    | 0     | 5        | 6        | —          | —          | 18       | 7        |
| Manchester United | 2020–21          | WSL              | 22        | 9         | 2    | 1     | 3        | 0        | —          | —          | 27       | 10       |
| Manchester United | 2021–22          | WSL              | 22        | 7         | 2    | 1     | 5        | 1        | —          | —          | 29       | 9        |
| Manchester United | 2022–23          | WSL              | 5         | 2         | 0    | 0     | 1        | 0        | —          | —          | 6        | 2        |
| Manchester United | Összesen         | Összesen         | 82        | 33        | 7    | 3     | 20       | 7        | 0          | 0          | 109      | 43       |
| Karrier összesen  | Karrier összesen | Karrier összesen | 107       | 46        | 7    | 3     | 37       | 20       | 0          | 0          | 151      | 69       |

### Válogatottban
2022. október 11-én frissítve.
| Válogatott         | Év       | Pályára lépések | Gólok |
| ------------------ | -------- | --------------- | ----- |
| Anglia             | 2021     | 8               | 6     |
| Anglia             | 2022     | 16              | 7     |
| Összesen           | Összesen | 25              | 14    |
| Egyesült Királyság | 2021     | 1               | 0     |
| Összesen           | Összesen | 1               | 0     |

| #  | Dátum                | Vál. | Helyszín                                       | Ellenfél        | Eredmény | Végeredmény | Kiírás                         |
| -- | -------------------- | ---- | ---------------------------------------------- | --------------- | -------- | ----------- | ------------------------------ |
| 1  | 2021. február 23.    | 1    | Saint George’s Park, Burton upon Trent, Anglia | Észak-Írország  | 6–0      | 6–0         | Barátságos                     |
| 2  | 2021. szeptember 17. | 3    | St. Mary Stadion, Southampton, Anglia          | Észak-Macedónia | 1–0      | 8–0         | 2023-as világbajnoki selejtező |
| 3  | 2021. október 26.    | 6    | Daugava Stadion, Riga, Lettország              | Lettország      | 1–0      | 10–0        | 2023-as világbajnoki selejtező |
| 4  | 2021. október 26.    | 6    | Daugava Stadion, Riga, Lettország              | Lettország      | 2–0      | 10–0        | 2023-as világbajnoki selejtező |
| 5  | 2021. október 26.    | 6    | Daugava Stadion, Riga, Lettország              | Lettország      | 6–0      | 10–0        | 2023-as világbajnoki selejtező |
| 6  | 2021. november 30.   | 8    | Keepmoat Stadion, Doncaster, Anglia            | Lettország      | 7–0      | 20–0        | 2023-as világbajnoki selejtező |
| 7  | 2022. április 8.     | 12   | Toše Proeski Arena, Szkopje, Észak-Macedónia   | Észak-Macedónia | 3–0      | 10–0        | 2023-as világbajnoki selejtező |
| 8  | 2022. április 8.     | 12   | Toše Proeski Arena, Szkopje, Észak-Macedónia   | Észak-Macedónia | 9–0      | 10–0        | 2023-as világbajnoki selejtező |
| 9  | 2022. április 8.     | 12   | Toše Proeski Arena, Szkopje, Észak-Macedónia   | Észak-Macedónia | 10–0     | 10–0        | 2023-as világbajnoki selejtező |
| 10 | 2022. április 12.    | 13   | Windsor Park, Belfast, Észak-Írország          | Észak-Írország  | 2–0      | 5–0         | 2023-as világbajnoki selejtező |
| 11 | 2022. június 24.     | 14   | Elland Road, Leeds, Anglia                     | Hollandia       | 3–1      | 5–1         | Barátságos                     |
| 12 | 2022. július 20.     | 19   | Falmer Stadion, Brighton, Anglia               | Spanyolország   | 1–1      | 2–1 (h.u.)  | 2022-es Európa-bajnokság       |
| 13 | 2022. július 31.     | 21   | Wembley Stadion, London, Anglia                | Németország     | 1–0      | 2–1 (h.u.)  | 2022-es Európa-bajnokság       |
| 14 | 2022. szeptember 6.  | 23   | Bet365 Stadion, Stoke-on-Trent, Anglia         | Luxemburg       | 8–0      | 10–0        | 2023-as világbajnoki selejtező |

## Díjak és elismerések
Manchester City
- Angol bajnok: 2016
- FA WSL Kupa: 2016[30]

Manchester United

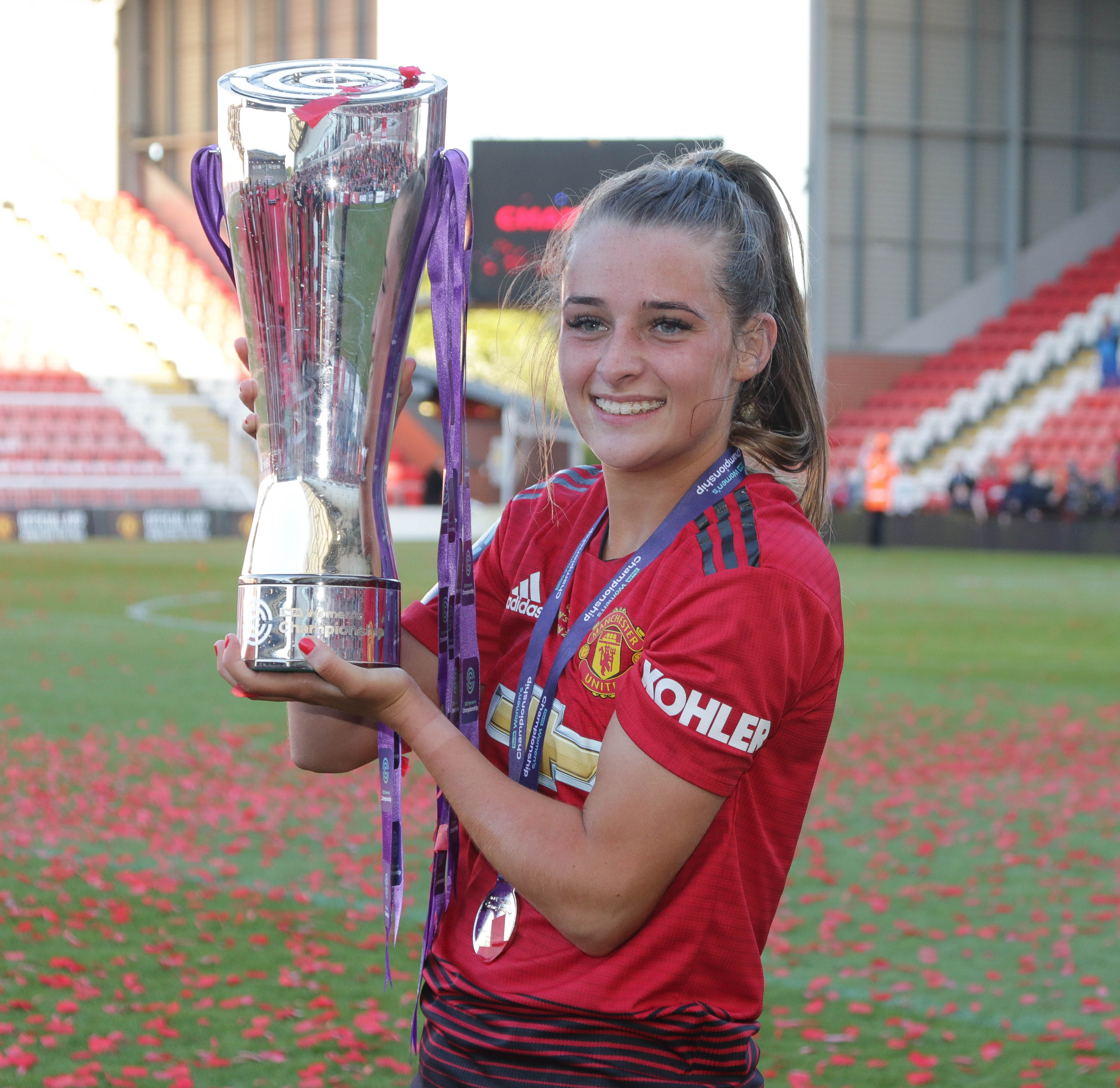
Toone a 2019-es másodosztályú bajnoki trófeával, a Manchester United színeiben

- Angol másodosztály-bajnok: 2018–2019[31]
- Angol kupagyőztes: 2023–2024

Anglia U17
- U17-es UEFA Európa-bajnokság harmadik helyezett: 2016[32]

Anglia
- UEFA Európa-bajnokság: 2022[33]
- Világbajnoki ezüstérmes: 2023
- Arnold Clark-kupa: 2022[34]

Egyéni
- Angol bajnokság – A hónap játékosa: 2021. december[35][36]
- Angol bajnokság – A hónap játékosa: 2024. április
- Angol bajnokság – Legtöbb gólpassz: 2021–2022[37]
- Angol másodosztály – A hónap játékosa: 2019. február
- Manchester United – Az év játékosa: 2021–2022,[38] 2023–2024
- Manchester United – A játékosok év játékosa: 2023–2024
- Manchester United – A hónap játékosa: 2023. december, 2024. január
- London díszpolgára: 2022
- FIFA FIFPro – Női XI: 2023